# Crvena Crkva
Crvena Crkva (en serbe cyrillique : Црвена Црква ; en hongrois : Vöröstemplom ; en allemand : Rothkirchen) est un village de Serbie situé dans la province autonome de Voïvodine. Il fait partie de la municipalité de Bela Crkva dans le district du Banat méridional. Au recensement de 2011, il comptait 658 habitants.

## Géographie
Crvena Crkva se trouve à l'ouest de Bela Crkva, sur la route qui mène à Vršac, Zrenjanin, Novi Sad et Belgrade. Une route asphaltée conduit jusqu'à Vračev Gaj.

## Histoire
Crvena Crkva est mentionnée pour la première fois en 1660. La localité doit son développement à la Grande migration serbe de 1690, qui, sous la direction du patriarche Arsenije III Čarnojević, amena sur les terres des Habsbourg de nombreux Serbes fuyant les Ottomans.
L'actuelle église orthodoxe du village a été construite en 1912 ; de style néo-byzantin, c'est une œuvre de l'architecte Milivoje Matić, de Novi Sad.

## Démographie

### Évolution historique de la population
| 1948 | 1953 | 1961 | 1971 | 1981 | 1991 | 2002 | 2011 |
| ---- | ---- | ---- | ---- | ---- | ---- | ---- | ---- |
| 887  | 901  | 855  | 817  | 842  | 799  | 729  | 658  |

|  |